# Steele Bishop
Steele Bishop, (Perth, 29 d'abril de 1953) fou un ciclista australià que combinà tant el ciclisme en pista com la ruta. Fou professional del 1975 al 1984. Va participar en els Jocs Olímpics de Múnic de 1972; i va guanyar la medalla d'or al Campionat del món de Persecució de 1983.

## Palmarès en pista
- 1983
  -  Campió del món en Persecució

## Palmarès en ruta
- 1983
  - 1r a la Griffin 1000 i vencedor de 3 etapes